# أوكي (ماليتا)
أوكي هي عاصمة مقاطعة ماليتا في جزر سليمان، تقع على الجانب الشمالي من بحيرة لانغا لانغا على الساحل الشمالي الغربي من جزيرة ماليتا، وهي واحدة من أكبر المدن في جزر سليمان. أنشئت كمركز إداري لمقاطعة ماليتا مقاطعة سنة 1909.

## أعلام
- ستانلي ويتا